# Финишная прямая
«Финишная прямая» (фр. La Ligne droite) — фильм режиссёра Режиса Варнье.

## Сюжет
Лейла выходит из тюрьмы, где отбывала срок за непреднамеренное убийство. Она случайно знакомится с молодым спортсменом-бегуном Янником. Янник недавно лишился зрения после того, как попал в дорожно-транспортное происшествие, но собирается продолжить тренировки, чтобы участвовать в соревнованиях для спортсменов-инвалидов. Лейла, в прошлом сама занимавшаяся бегом, соглашается помочь ему и стать его поводырём.

## В ролях
| Актёр             | Роль      |
| ----------------- | --------- |
| Рашида Бракни     | Лейла     |
| Сирил Дескур      | Янник     |
| Клементин Селарье | Мари-Клод |
| Сейдина Балде     | Франк     |
| Тьерри Годар      | Жак       |

## Награды и номинации
- 2011 — «World Soundtrack Awards» — Номинация в категории композитор года (Патрик Дойл)[1]

## Отзывы критиков
Издание Variety даёт фильму положительную оценку, отмечая яркую актёрскую работу Рашиды Бракни и Сирила Дескура, благодаря которой образы Лейлы и Янника выглядят достоверными и убедительными.